# Pierre-Joseph Redouté
Pierre-Joseph Redouté, född deb 10 juli 1759 i Saint-Hubert nära Liège, död den 19 juni 1840 i Paris, var en belgisk målare, av sin samtid kallad "blomstrens Rafael".
Redouté visade tidigt stora anlag för måleriet och blev under en studieresa bekant med holländaren Jan van Huysums blomstertavlor, varigenom han kom att rikta in sig på naturhistoriska målningar. Redan då han 1780 flyttade till Paris ådagalade han en dittills aldrig uppnådd exakt återgivning av blommornas detaljer. Han blev Marie-Antoinettes, sedermera även kejsarinnorna Joséphines och Marie Louises lärare i målning samt 1792 tecknare vid Académie des sciences och 1822 professor i växtavbildning vid Jardin du roi och Muséum national d'histoire naturelle. Bland de vetenskapliga arbeten, i vilka Redouté medverkat, märks "Flora atlantica" (1798 ff.) av René Desfontaines, "La botanique" (1805) av Jean-Jacques Rousseau samt "Histoire des chênes de l'Amérique septentrionale" (1801) och "Flora boreali-americana" (1803) av André Michaux. Hans mest fulländade verk är dock "Les Liliacées" (8 band folio, 486 tavlor, 1802-1816), "Les roses" (3 band folio, 172 tavlor, 1817-1824) och "Choix des plus belles fleurs" (folio, 144 tavlor, 1827-1833).